# 25115 Drago
25115 Drago (tên chỉ định: 1998 RP66) là một tiểu hành tinh vành đai chính. Nó được phát hiện bởi dự án Nghiên cứu tiểu hành tinh gần Trái Đất Lincoln ở Socorro, New Mexico, ngày 14 tháng 9 năm 1998. Nó được đặt theo tên Claire Elizabeth Drago, an American high school student whose behavioral và social sciences team project won second place ở the 2008 Giải thưởng Khoa học và Kỹ thuật Intel.